# Les Liens du sang (film, 1995)
Pour les articles homonymes, voir Les Liens du sang.
Cet article concerne le film de Wesley Strick. Pour le film de Jacques Maillot, voir Les Liens du sang (film, 2008).
Pour plus de détails, voir Fiche technique et Distribution.
Les Liens du sang ou Un lien indestructible au Québec (The Tie That Binds) est un thriller psychologique américain réalisé par Wesley Strick.

## Synopsis
Le film raconte l'histoire des Clifton, un couple aimant qui adopte Janie, 6 ans et pense pouvoir vivre une vie heureuse. Cependant, les parents biologiques de la fille, tous deux criminels, sont déterminés à récupérer leur fille. 

## Fiche technique
- Titres français : Les Liens du sang ( France et Un lien indestructible ( Québec)
- Titre original : The Tie That Binds
- Réalisateur : Wesley Strick
- Scénariste : Michael Auerbach
- Producteurs : David Madden, Patrick Markey, John Morrissey et Susan Zachary
- Musique du film : Graeme Revell
- Directeur de la photographie : Bobby Bukowski
- Montage : Michael N. Knue
- Distribution des rôles : Marci Liroff
- Création des décors : Marcia Hinds
- Direction artistique : Bo Johnson
- Décorateur de plateau : Don Diers
- Création des costumes : Betsy Heimann
- Coordinateur des cascades : Rob King et John Moio
- Société de production : Hollywood Pictures, Interscope Communications, Polygram Filmed Entertainment
- Société de distribution : Buena Vista Pictures
- Pays de production : États-Unis
- Genre : Thriller
- Durée : 99 minutes
- Date de sortie : 
  - États-Unis : 8 septembre 1995

## Distribution
Légende' : Version Québécoise = VQ
- Daryl Hannah (VQ : Hélène Mondoux) : Leann Netherwood
- Keith Carradine (VQ : Pierre Auger) : John Netherwood
- Moira Kelly (VQ : Aline Pinsonneault) : Dana Clifton
- Vincent Spano (VQ : Antoine Durand) : Russell Clifton
- Julia Devin (VQ : Kim Jalabert) : Janie
- Ray Reinhardt : Sam Bennett
- Barbara Tarbuck : Jean Bennett
- Ned Vaughn : officier David Carrey
- Kerrie Cullen : officière de police
- Carmen Argenziano : Phil Hawkes
- Willie Garson : Ray Tanton
- Bruce Young (VQ : Benoit Rousseau) : Gil Chandler
- Jenny Gago (VQ : Marie-Andrée Corneille) : Maggie
- Cynda Williams (VQ : Hélène Lasnier) : Lisa-Marie Chandler